# 帕桑
帕桑（Pasan），是印度中央邦沙赫多尔县的一个城镇。总人口29566（2001年）。

## 人口
该地2001年总人口29566人，其中男性15581人，女性13985人；0—6岁人口4196人，其中男2164人，女2032人；识字率64.88%，其中男性为73.81%，女性为54.94%。